# Boston-Marathon 1954
| 58. Boston-Marathon    | 58. Boston-Marathon         |
| ---------------------- | --------------------------- |
| Stadt                  | Boston, Vereinigte Staaten  |
| Datum                  | 19. April 1954              |
| Distanz                | 41,1 – 42,2 Kilometer       |
| Sieger                 |                             |
| Männer                 | Veikko Karvonen (2:20:39 h) |
| ← Boston-Marathon 1953 | Boston-Marathon 1955 →      |
| Website                | Offizielle Website          |

Der Boston-Marathon 1954 war die 58. Ausgabe der jährlich stattfindenden Laufveranstaltung in Boston, Vereinigte Staaten. Der Marathon fand am 19. April 1954 statt. Die Laufdistanz betrug zwischen 41,1 und 42,2 Kilometer.
Es gewann Veikko Karvonen in 2:20:39 h.

## Ergebnis
| Platz | Athlet                     | Land                   | Zeit (h) |
| ----- | -------------------------- | ---------------------- | -------- |
| 01    | Veikko Karvonen            | Finnland               | 2:20:39  |
| 02    | Jim Peters                 | Vereinigtes Königreich | 2:22:40  |
| 03    | Erkki Puolakka             | Finnland               | 2:24:25  |
| 04    | Kurao Hiroshima            | Japan                  | 2:25:39  |
| 05    | Katsuo Nishida             | Japan                  | 2:27:35  |
| 06    | Delfo Cabrera              | Argentinien            | 2:27:50  |
| 07    | John J. Kelley             | Vereinigte Staaten     | 2:28:51  |
| 08    | Esequiel Santos Bustamante | Argentinien            | 2:33:40  |
| 09    | Nicholas Costes            | Vereinigte Staaten     | 2:35:17  |
| 10    | Nobuyoshi Sadanaga         | Japan                  | 2:37:19  |